# Кутай
Кутай або Кутай-Мартадіпура (399–1365 роки) — стародавня середньовічна індуїстська держава в історичному регіоні Кутай (в долині річки Махакам) в Східному Калімантані.

## Історія
Є однією з давніших держав в історії Індонезії. Основними джерелами історії королівства Мартапура є сім написів санскритським шрифтом паллава на юпі (стовпах)), знайдені на пагорбі Брубус. Важливим джерелом є малайськоарабський рукопис «Сурат Саласіла Раджа далам Негері Кутай Кертанегара». Інша інформація, в якій згадується список більш ніж 20 магарадж, заснована не на автентичних історичних джерелах, а зі слів шамана. Сама назва «Кутай» цій державі була надана голандцями. В її власних написах ця назва не використовувалася.
З написів відомі імена трьох правителів. Перший згаданий — це Кудунга, «володар людей» (нарендра), потім його син Ашваварман, якого називають «засновником династії» (vanśa-kartṛ), і Мулаварман, «пан володарів» (раджендра).
За однією версією Кудунга був вождем одного з місцевих племен даяк, за іншоюнащадок колоністів-індусів. За Ашвавармана приймається індуїзм, ймовірно через контакти з індуїстськими торгівцями з Суматри і Яви.
Після Мулавармана відсутні якісь письмові згадки про державу до 1365 році в яванській поемі «Нагаракертагама», що згадує Кутай серед данників імперії Маджапахіт. Також є відомості про військовий союз Кутая з раджанатами Себу і Бутуан.
Десь близько 1300 року з невідомих причин утворилося держава Кертанагара (відома також як Кутай-Кертанагара), за однією з версій внаслідок розпаду держави Кутай. Кутай-Мартадіпура припинило існування внаслідок поразки Дермасатія у війні Сінума Панджі Мендапи, 8 пангерана (князя) Кутай-Кертанегари.

## Столиця
Доведено, що його столицею був теперішній міський район Муара Каман, розташований у регентстві Кутай Картанегара, про що свідчить стародавній залишок мегалітного каменю, відомого як Лесон Бату, який, як вважають, використовувався для створення написів на юпа (кам'яних стовпах).